# Zapotal Mata del Tigre
Zapotal Mata del Tigre är en ort i Mexiko.   Den ligger i kommunen Tantoyuca och delstaten Veracruz, i den sydöstra delen av landet, 240 km norr om huvudstaden Mexico City. Zapotal Mata del Tigre ligger 150 meter över havet och antalet invånare är 386.
Terrängen runt Zapotal Mata del Tigre är platt, och sluttar norrut. Runt Zapotal Mata del Tigre är det ganska tätbefolkat, med 72 invånare per kvadratkilometer. Närmaste större samhälle är Tantoyuca, 6,4 km söder om Zapotal Mata del Tigre. Trakten runt Zapotal Mata del Tigre består till största delen av jordbruksmark.